# Salvatore Esposito (actor)
Salvatore Esposito (Nápoles, 2 de febrero de 1986) es un actor y escritor italiano. Alcanzó la fama internacional en 2014 gracias a su interpretación de Gennaro Savastano en la serie de televisión Gomorra - La serie (2014-2021). En 2020, hizo su debut en inglés, apareciendo en la cuarta temporada de la serie estadounidense Fargo como el intimidante mafioso italiano Gaetano Fadda, papel por el cual recibió elogios.

## Biografía
Nació en Nápoles y creció en Mugnano di Napoli, un municipio en las afueras de la capital de la región de Campania. Desde niño mostró una gran pasión por el cine y la actuación; al terminar la escuela secundaria, participó en algunos cortometrajes y luego asistió primero a la Academia de Teatro Beatrice Bracco y después a la Escuela de Cine de Nápoles.
Tras mudarse a Roma, en 2013 se le ofreció su primer papel en la serie Il clan dei camorristi. Al año siguiente alcanzó el éxito cuando fue elegido para interpretar a Gennaro Savastano en Gomorra - La serie. En 2014 regresó a la Escuela de Cine de Nápoles, la misma donde se formó, esta vez como profesor de actuación. En 2015 actuó en las películas Lo chiamavano Jeeg Robot de Gabriele Mainetti y Zeta - Una storia hip-hop de Cosimo Alemà. En 2018 fue protagonista de la película Puoi baciare lo sposo, con Cristiano Caccamo.
En 2019 interpretó el papel de Gaetano Fadda en la cuarta temporada de la serie estadounidense Fargo. También en 2019 volvió a encarnar a Genny Savastano en la película L'immortale, dirigida por Marco D'Amore. En 2020 fue el protagonista del filme Spaccapietre, de Gianluca y Massimiliano De Serio, la única película italiana en competición en las Giornate degli Autori del Festival Internacional de Cine de Venecia 2020. Entre 2021 y 2024 publicó una trilogía de libros: Lo sciamano, Eclissi di sangue y Le streghe di Lourdes. En 2024 interpretó al inspector Vincenzo Palmieri en Piedone - Uno sbirro a Napoli, una miniserie de Sky de la cual también es autor del argumento.